# Iglesia de Santa María de Jesús (Maella)
La Iglesia de Santa María de Jesús es una iglesia de Maella.

## Historia
En 1777 el maestro de obras Fray Francisco Ximénez inicio las obras. 

## Descripción
De estilo barroco, su planta es de salón, con tres naves de la misma altura, y cuatro tramos, uno de ellos más ancho a modo de crucero.